# Synchlora rubrifrontaria
Synchlora rubrifrontaria är en fjärilsart som beskrevs av Alpheus Spring Packard 1873. Synchlora rubrifrontaria ingår i släktet Synchlora och familjen mätare. Inga underarter finns listade i Catalogue of Life.